# جبل دون بروك
جبل دون بروك، هو جبل يقع في جبال آديرونداك في نيويورك ويقع في بلدة البحيرة الهندية من الشرق إلى الشمال الشرقي بحيرة الجبل الازرق. يقع جبل تيريل في الغرب وتقع بركة تيريل من الغرب إلى الجنوب الغربي من جبل دون بروك.